# Cristian Gheorghe
Cristian Gheorghe (* 10. September 1956 in Bukarest) ist ein ehemaliger rumänischer Fußballspieler. Er bestritt insgesamt 324 Spiele in der Divizia A. Im Jahr 1979 gewann der Torwart mit dem FC Argeș Pitești die rumänische Meisterschaft.

## Karriere
Die Karriere von Gheorghe begann in der Jugend von Autobuzul Bukarest. Im Jahr 1972 wechselte er zum FC Argeș Pitești, wo am 20. Oktober 1974 in der Divizia A debütierte. Beginnend mit der Saison 1975/76 kam er häufiger zum Einsatz und gewann mit der Meisterschaft 1979 seinen ersten Titel. Er konnte sich mit seinem Team in der Folgezeit nicht dauerhaft in der Spitze der Divizia A etablieren. Über Jahre hinweg blieb er die Stammkraft im Tor des FC Argeș.
Im Sommer 1986 verließ er Pitești zu Sportul Studențesc nach Bukarest. Zwei Jahre später zog es ihn zu Gloria Bistrița in die Divizia B. Nach dem Aufstieg 1990 kam er nur noch zu einem Einsatz im Oberhaus, ehe er seine Karriere beendete.

## Nationalmannschaft
Gheorghe bestritt 14 Spiele für die rumänische Nationalmannschaft. Er debütierte am 16. April 1977 im Qualifikationsspiel zur Weltmeisterschaft 1978 gegen Spanien, das mit 1:0 gewonnen wurde. Im Wechsel mit Dumitru Moraru kam er am 26. Oktober 1977 im Rückspiel gegen die Spanier zu seinem vorerst letzten Einsatz.
Nach fast zwei Jahren Pause kehrte Gheorghe im Freundschaftsspiel gegen Polen am 29. August 1979 zwischen die Pfosten zurück. Bis Ende des Jahres hütete er das Tor in vier Spielen in Folge. Nach der verpassten Qualifikation zur Europameisterschaft 1980 wurde er vom neuen Nationaltrainer Constantin Cernăianu nicht mehr eingesetzt, der Vasile Iordache vorzug. Am 15. April 1981 kam er unter Valentin Stănescu gegen Dänemark zu seinem nächsten Einsatz. Im Herbst 1981 wurde er wieder zur Nummer eins im Tor. Bei der 1:2-Niederlage gegen die Schweiz am 10. Oktober 1981, die das Verpassen der Qualifikation zur Weltmeisterschaft 1982 bedeutete, bestritt er sein letztes Länderspiel.

## Erfolge
- Rumänischer Meister: 1979